# 立花達好
立花 達好（たちばな ゆきよし、宝永4年（1707年） - 安永9年11月23日（1780年12月18日））は江戸時代後期の旗本。筑後国三池藩主家立花氏の分家。諱は達好。幼名は大次郎。通称は隼人、左兵衛。隠居号は猶心。養父は立花種秀。実父は立花種久（式部）。正室は種秀の養女（養祖父立花種澄の娘）。養子は立花種武（立花長煕の6男）。

## 生涯
父の種久は三池藩主一族で立花種長の4男にあたり、達好は養祖父・種澄の甥でもある。
宝暦元年（1751年）に養父・種秀の家督を相続する。宝暦4年（1754年）に西の丸小姓組番士となり、宝暦11年（1761年）に本丸小姓組番士に転じる。明和5年（1768年）に小姓組番士を辞す。
実子なく、当時の三池藩主立花種周の弟で隠居していた長煕の子である種武を養子に迎えて、明和6年8月5日（1769年9月15日）に隠居する。安永9年（1780年）に死去。法名は宗英。享年74。